# Мишков Микола Гордійович
Микола Гордійович Мишков (26 листопада 1894, село Кам'яний Брід Слов'яносербського повіту Катеринославської губернії, тепер у складі міста Луганська Луганської області — розстріляний 26 листопада 1937, Москва) — український радянський господарський діяч, голова Одеського і Луганського окружних виконкомів, начальник будівництва Харківського тракторного заводу, начальник «Магнітобуду». Член ЦК КП(б)У в червні 1930 — січні 1934 р.

## Біографія
Народився в бідній багатодітній родині слюсаря. Закінчив чотирирічну сільську школу.
З 1907 року — пічник, покрівельник. У 1910—1918 роках — робітник-мідник паровозобудівного заводу Гартмана в місті Луганську. З 1911 року займався революційною діяльністю, з 1915 року здійснював збір грошей для поповнення партійної каси.
Член РСДРП(б) з квітня 1917 року.
З 1917 року — член правління профспілкової організації заводу Гартмана. Входив у бойову організацію народного озброєння на заводі, очолював громадський комітет. З листопад 1917 року — начальник господарського відділу паровозобудівного заводу Гартмана. У квітні 1918 року керував евакуацією цінних вантажів заводу під Курськ.
З червня 1918 року — заступник голови надзвичайної комісії (ЧК) станції Беленихіно Курської губернії. Потім — у Червоній армії. У 1918 році брав участь у бойових діях у складі 10-ї армії РСЧА, керував Бєлгородською ЧК.
У 1919 році — голова революційного трибуналу польового штабу командарма Ворошилова, голова революційного трибуналу 1-ї армії, член виконавчого комітету Подольської ради Московської губернії.
У березні — травні 1919 року — голова Луганської міської ради і міськвиконкому, керівник оборони Луганська. Потім — голова революційного трибуналу 1-ї Кінної армії.
У лютому — квітні 1920 року — голова Луганського повітового революційного комітету. У квітні — травні 1920 року — голова виконавчого комітету Луганської районної ради, голова Луганської міської ради.
З липня 1920 року — завідувач Донецького губернського відділу юстиції, член президії Донецького губернського виконавчого комітету, завідувач Донецького губернського відділу управління.
З серпня по грудень 1920 року — на відповідальній роботі на Луганському паровозобудівному заводі імені Жовтневої революції, потім відкликаний на пост заступника голови виконавчого комітету Луганської районної ради. 
З січня 1921 по 1923 рік — голова виконавчого комітету Луганської повітової ради, член президії Донецького губернського виконавчого комітету. З 1922 року також голова Луганського повітового комітету допомоги голодуючим та голова Луганської повтіової економічної наради.
У 1923 — квітні 1924 року — голова виконавчого комітету Луганської окружної ради.
З 1924 року — заступник голови Донецького губернського виконавчого комітету. У 1925 році закінчив курси при ЦК КП(б)У.
11 червня — 17 листопада 1925 року — голова виконавчого комітету Луганської окружної ради.
17 грудня 1925 — 5 лютого 1927 року — голова виконавчого комітету Одеської окружної ради.
У 1927—1929 роках — начальник металопромислового відділу і заступник голови Вищої ради народного господарства (ВРНГ) Української СРР. У 1929—1930 роках — заступник голови правління «Південьсталі».
У 1930—1931 роках — начальник управління будівництва Харківського тракторного заводу (Тракторобуду). Одночасно член Президії Вищої ради народного господарства (ВРНГ) Української СРР.
У 1931—1932 роках — голова правління тресту (об'єднання) «Сталь». У 1932—1933 роках — заступник начальника Головного управління металургійної промисловості Вищої ради народного господарства (ВРНГ) СРСР, член колегії Народного комісаріату важкої промисловості СРСР.
У січні — серпні 1933 року — начальник будівництва («Магнітобуду») і директор Магнітогорського металургійного комбінату на Уралі. Керував пуском в експлуатацію коксової батареї № 5, блюмінга, мартенівській печі № 2.
З 1933 року — заступник начальника і начальник Головного управління транспортного машинобудування Народного комісаріату важкої промисловості СРСР.
У 1935 — вересні 1937 року — заступник народного комісара легкої промисловості СРСР.
3 жовтня 1937 року заарештований органами НКВС. 26 листопада 1937 року розстріляний і похований на Донському кладовищі Москви. Посмертно реабілітований 24 грудня 1955 року.

## Нагороди
- орден Леніна (1932)
- орден Трудового Червоного Прапора УСРР (1923)[1]